# Ahmed Abdul Malik
 (octobre 2015).
Si vous disposez d'ouvrages ou d'articles de référence ou si vous connaissez des sites web de qualité traitant du thème abordé ici, merci de compléter l'article en donnant les références utiles à sa vérifiabilité et en les liant à la section « Notes et références ».
Pour les articles homonymes, voir Malik.
Ahmed Abdul-Malik est un contrebassiste de jazz américain, né le 30 janvier 1927 à Brooklyn (New York) et mort le 2 octobre 1993 à Long Branch (New Jersey).
Il est aussi connu pour être l'un des premiers jazzmen à avoir utilisé des instruments à cordes orientaux, en particulier l'oud.

## Biographie
D'origine soudanaise par son père, Ahmed Abdul-Malik a dans son enfance suivi une formation de musicien classique. Il a appris le violon, le violoncelle, le piano et la contrebasse. Après des débuts dans la musique classique, il a fait ses débuts dans le jazz comme contrebassiste dans les années 1940. Il a joué, entre autres, dans les orchestres d'Art Blakey (1945-1948), Randy Weston (1957), Thelonious Monk (1957-1958)... On a pu aussi l'entendre comme sideman aux côtés de Don Byas, Herbie Mann, Anthony Ortega, Walt Dickerson...John Coltrane a fait appel à lui pour jouer du tampoura lors de sessions du « Village Vanguard » de 1961.
Passionné par les musiques orientales et africaines, il s'est initié à des instruments comme l'oud (luth oriental) et le qanun (sorte de santour égyptien). Il a d'ailleurs fait un voyage pour des recherches ethnomusicographiques en Afrique en 1961. Il a enregistré comme joueur d'oud dès les années 1950. 
Abdul-Malik a enregistré sous son nom, ou comme sideman, des albums très inspirés par les musiques du Moyen-Orient. L'«universalité» de sa musique a fait que, dans les années 1960, l'«U.S. State Department » a organisé pour son groupe une tournée en Amérique du Sud. Abdul-Malik s'est produit aussi en 1972 au Maroc lors du premier « African jazz festival ».
Par ailleurs, à partir des années 1970, Abdul-Malik a mené une carrière d'enseignant (à la « New York University » puis au « Brooklyn College »).

## Discographique comme leader
- 1958 – Jazz Sahara (Original jazz classic), avec Johnny Griffin au saxophone ténor
- 1959 - East Meets West (RCA)
- 1961 - The music of Ahmed Abdul-Malik (Prestige/New jazz)
- 1962 - Jazz Sounds of Africa (Prestige/New jazz)
- 1963 - Eastern Moods of Ahmed Abdul Malik (Prestige/New jazz)
- 1964 - Spellbound (status)

## Discographique comme sideman
- 1956 : Jutta Hipp with Zoot Sims (LP Blue Note 93178)[2]
- 1956 : With These Hands, The Randy Weston trio plus Cecil Payne[3],[4]